# Rue des Bourdonnais

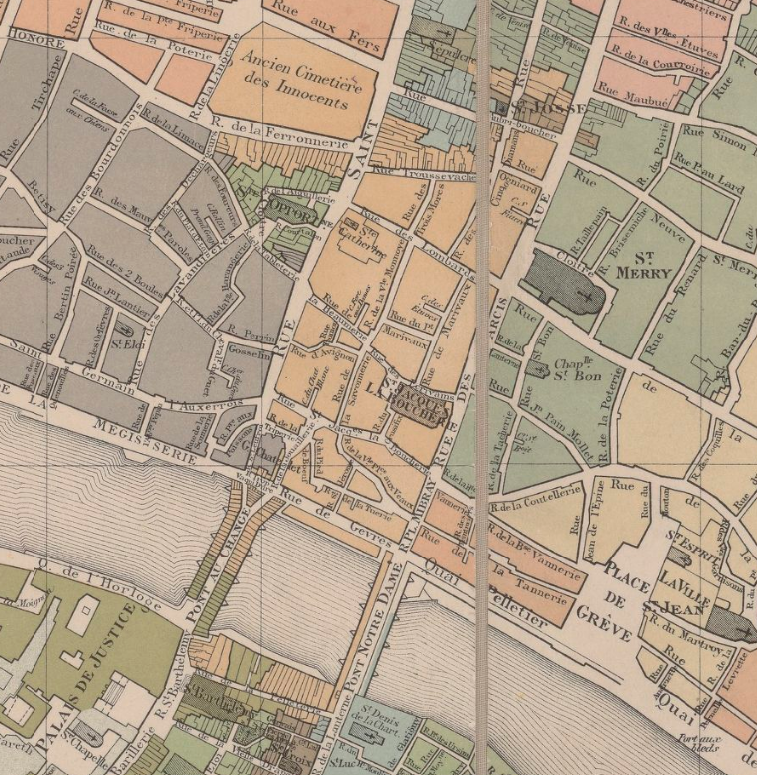
La rue des Bourdonnais sur un extrait du plan de Junié de 1786.

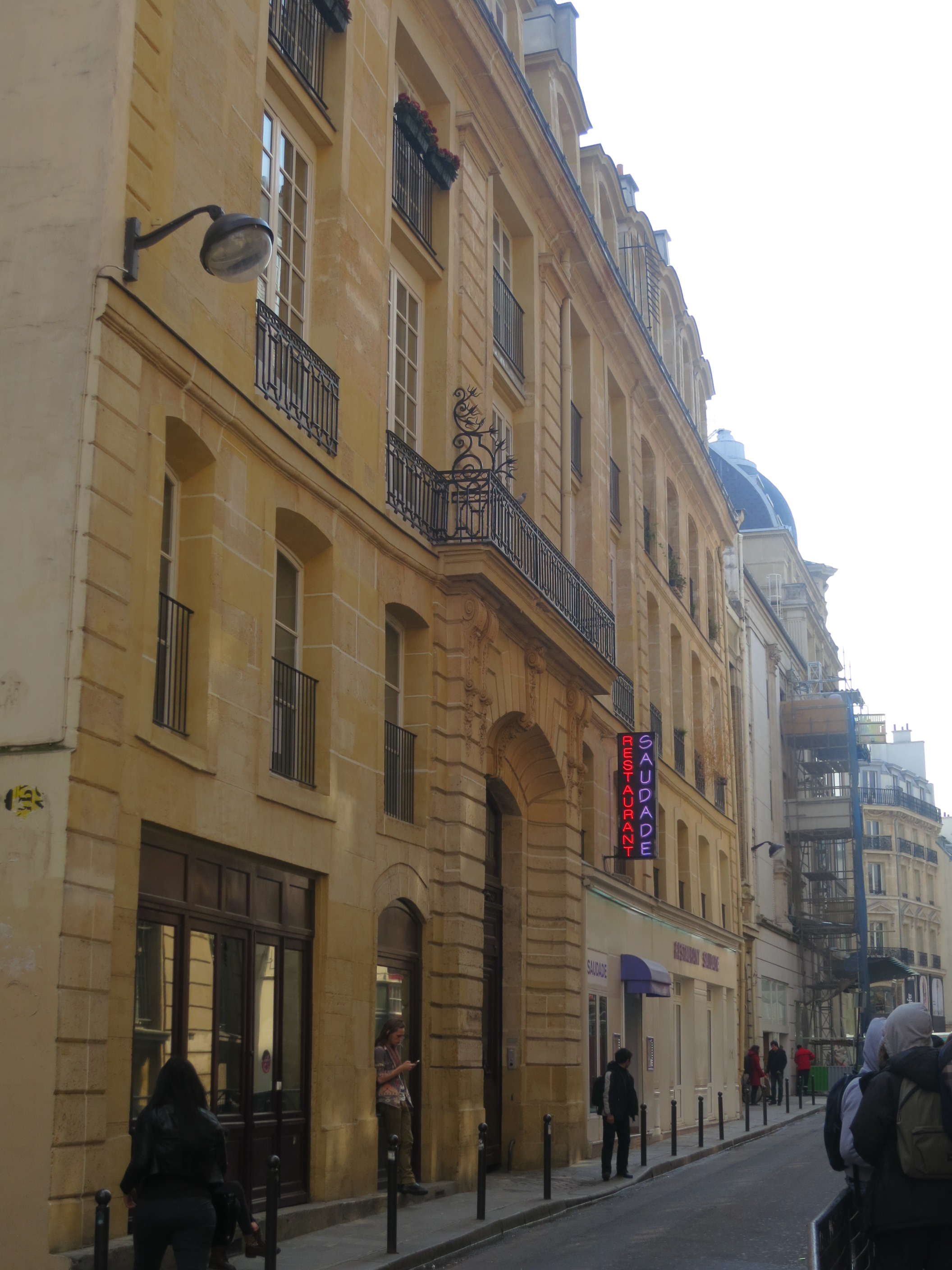
Hôtel de Villeroy ou de la Poste, XVIIe siècle, 34 rue des Bourdonnais.

La rue des Bourdonnais est une voie du 1er arrondissement de Paris, en France.

## Historique

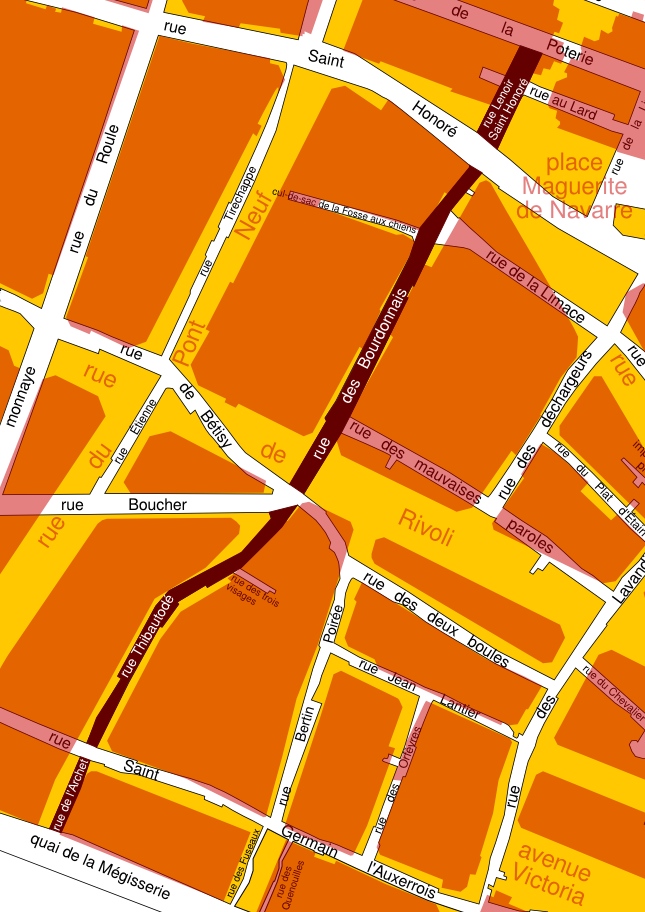
Les rues de l'Archet, Thibautodé, des Boudonnais et Lenoir-Saint-Honoré en 1793-1795 avec, en superposition, le tracé des rues actuelles.

La rue des Bourdonnais est issue de la réunion au milieu du XIXe siècle des rues de l'Archet, Thibautodé, des Bourdonnais et Lenoir-Saint-Honoré.

### Rue de l'Archet

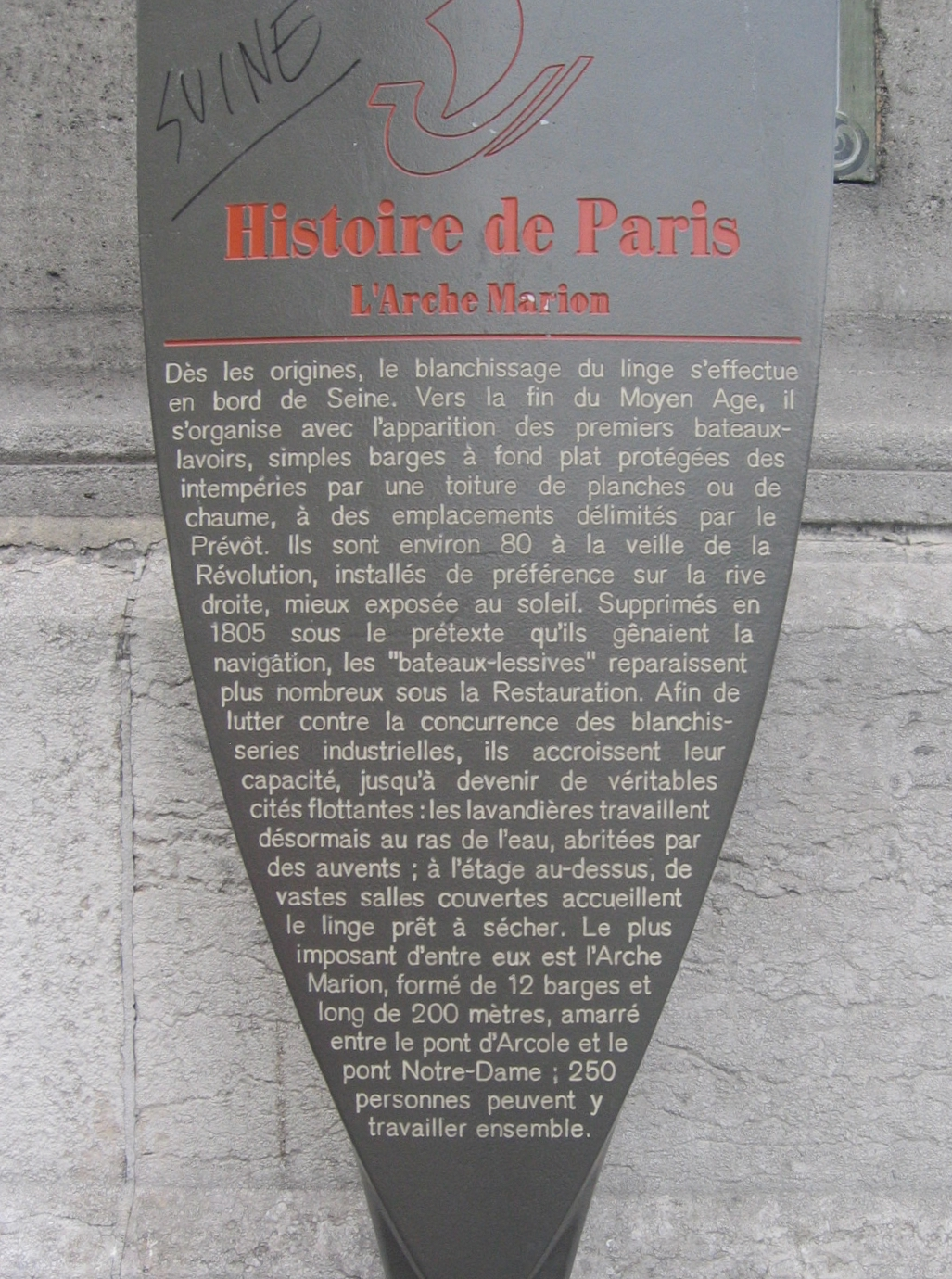
Panneau de l'Arche Marion.

#### Origine du nom
Son nom lui vient du fait qu'un pont constitué d'une arche enjambait cette rue qui descendait vers la Seine.

#### Situation
En 1817, la « rue de l'Arche-Marion » commençait aux 66-68, quai de la Mégisserie et se terminait aux 77-79, rue Saint-Germain-l'Auxerrois et était située dans l'ancien 4e arrondissement de Paris, quartier du Louvre.
Les numéros de la rue étaient noirs. Le dernier numéro impair était le no 3 et le dernier numéro pair était le no 4.

#### Historique
Entre la Seine et la rue Saint-Germain-l'Auxerrois se trouve vers 1300 la « rue de l'abreuvoir Thibaut-aux-Dés », du nom de la rue la prolongeant.
La désignation de cette rue change fréquemment au fil des années. En 1398, elle est nommée « rue des Jardins » avant de prendre des noms liés à la présence de bains (étuves) dans cette rue.
Elle devient au XVe siècle la « ruelle Jean-de-la-Poterne », du nom d'un de ses habitants qui y possédait des bains ; en 1530, elle est désignée « ruelle des Étuves-aux-femmes » ; en 1565, son nom est « rue de l'Arche-Marion », une dite Marion étant tenancière des bains publics vers 1500.
En 1702, la rue de l'Arche-Marion, qui fait partie du quartier Sainte-Opportune, comporte 1 maison et 1 lanterne.
La rue finit par prendre le nom de « rue de l'Archet », le quai de la Mégisserie enjambant la rue de l'Archet qui descendait vers la Seine par un pont constitué d'une arche.

### Rue Thibault-aux-Dez

#### Origine du nom
Plusieurs hypothèses peuvent expliquer le nom de cette rue. Elle pourrait tenir son nom du propriétaire de plusieurs maisons de cette rue au XIIIe siècle, un certain Thibaut Odet. Son nom pourrait également venir d'un joueur surnommé Thibaut-aux-Dès. Toutefois, Jean de Marlès, l'abbé Lebeuf et Jacques Hillairet pensent que le nom d'Odet, qui était celui d'une famille considérable, fut celui de Thibaut Odet, trésorier d'Auxerre sous Louis IX au XIIIe siècle. S'appuyant sur des documents du XIIIe siècle, Jaillot réfute cette thèse. Il relève dans des actes de 1220 et 1282 la mention vico Theobaldi ad decios, et en 1295 vicus Theobaldi ad Tados.

#### Situation
En 1817, la rue Thibault-aux-Dez commençait aux 76-78, rue Saint-Germain-l'Auxerrois, se terminait rue Boucher et aux 25-34, rue Bertin-Poirée et était située dans l'ancien 4e arrondissement de Paris, quartier du Louvre.
Les numéros de la rue étaient noirs. Le dernier numéro impair était le no 21 et le dernier numéro pair était le no 20.

#### Historique
Au nord de la rue de l'Archet se trouve la rue Thibautodé, se terminant au niveau de l'actuelle rue de Rivoli. 
La rue Thibautodé existait déjà en 1230 sous les formes latines de vicus Theobaldi ad Decios ou vicus Theobaldi ad Tados et sous la forme romane, ou française de « rue Thybault-aux-Dez » ou « Thibaut-aux-Dés ». 
Elle est citée dans Le Dit des rues de Paris, de Guillot de Paris, sous la forme « rue Thibaut a Dez », puis au XVe siècle, elle est désignée « rue Thibaud-Ausdet », « Thibault-Oudet » ou encore « Thiébaud-Audet ».
Au XVIIe siècle, cette rue a pris le nom de « rue Thibautodé », forme qu'elle garda jusqu'en 1852 lorsqu'elle fut intégrée à la rue des Bourdonnais.
Elle est citée sous le nom de « rue Thibault dodée » dans un manuscrit de 1636.
Le poète Guillaume Colletet, le peintre Jean-Baptiste Greuze et le chimiste Claude Louis Berthollet habitèrent dans cette rue.

### Rue des Bourdonnais

#### Origine du nom
Cette voie doit son nom à Adam et Guillaume Bourdon, prévôt des marchands de Paris et bourgeois de Paris ayant exercé des fonctions municipales au XIIe siècle.

#### Situation
En 1817, la rue des Bourdonnais commençait au 2, rue Béthisy et au 24, rue Bertin-Poirée, se terminait aux 31-33, rue Saint-Honoré et était située dans l'ancien 4e arrondissement de Paris, quartier Saint-Honoré.
L'impasse des Bourdonnais, à l'emplacement de la première enceinte médiévale de Paris, donne dans la rue des Bourdonnais.
Les numéros de la rue étaient noirs. Le dernier numéro impair était le no 25 et le dernier numéro pair était le no 16.

#### Historique
Cette voie est citée dans Le Dit des rues de Paris, de Guillot de Paris, sous la forme « rue à Bourdonnas ».
Initialement « rue à Bourdonnas », puis « rue Adam-Bourdon », « rue Guillaume-Bourdon » ou « rue Sire-Guillaume-Bourdon » du nom de deux frères fonctionnaires municipaux, des notables bourgeois, à la fin du XIIIe siècle, la rue devient la « rue des Bourdonnais » au début du XIVe siècle en référence à ces deux frères. Elle commence au niveau de l'actuelle rue de Rivoli et se termine rue Saint-Honoré.
Au XVIIe siècle, la rue des Bourdonnais est le lieu de commerces de draps, de tissus d'ameublement et de soieries.
Au no 31 se trouvait un autre bâtiment notable, un hôtel dont l'édification fut commanditée par Pierre le Gendre, trésorier des guerres et trésorier du roi. Propriété de la famille du président Roze au 16e et XVIIe siècle, l'hôtel avec pour enseigne La Couronne d'Or est ensuite occupé par des commerçants d'étoffes. Parmi ceux-ci, il faut probablement compter les marchands d'étoffes de soie, d'or et d'argent, Gaultier (Barthélémy [-1678] puis son fils François [-1688]), dont parle La Bruyère dans ses Caractères et madame de Sévigné. Il a ensuite été habité par le chimiste Antoine-François Fourcroy. Cet hôtel de style gothique flamboyant et style Renaissance à la décoration remarquable a été détruit en 1841 ; seuls Viollet-le-Duc et quelques personnalités protestèrent sans succès contre la destruction de ce prestigieux hôtel particulier,. Des vestiges en sont conservés à l'École des beaux-arts.
Dans le même îlot, au coin de la rue Béthizy, se trouvait l'hôtel de la Trémoille. Il est acheté par Guy de Trémoïlle en 1388 puis est reconstruit par Louis II de La Trémoille qui y habite de 1489 à 1499 ; Antoine du Bourg y réside de 1535 à 1538. L'hôtel de La Trémoille est racheté par la famille Bellièvre dont il prend le nom de 1600 à 1675. 
On y a aussi trouvé, de 1363 à 1373 l'hôtel des Cranaux ou des Crémaux  et qui fut habité en 1370 par Philippe d'Orléans
Elle est citée sous le nom de « rue des Bourdonnois » dans un manuscrit de 1636.

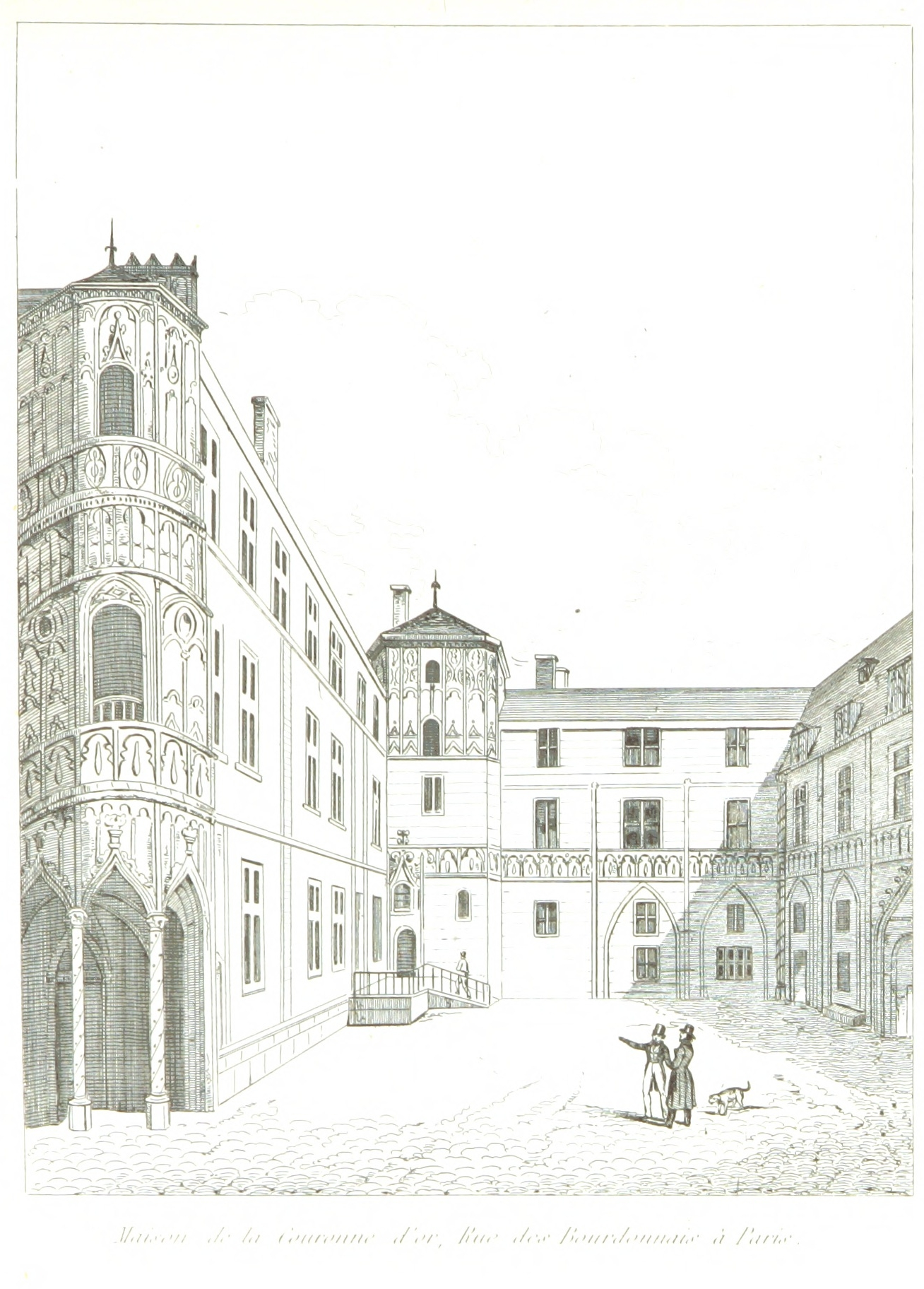
J.-A. Hugo : Maison « La Couronne d'or », rue des Bourdonnais, no 31, gravure, 1836[16].
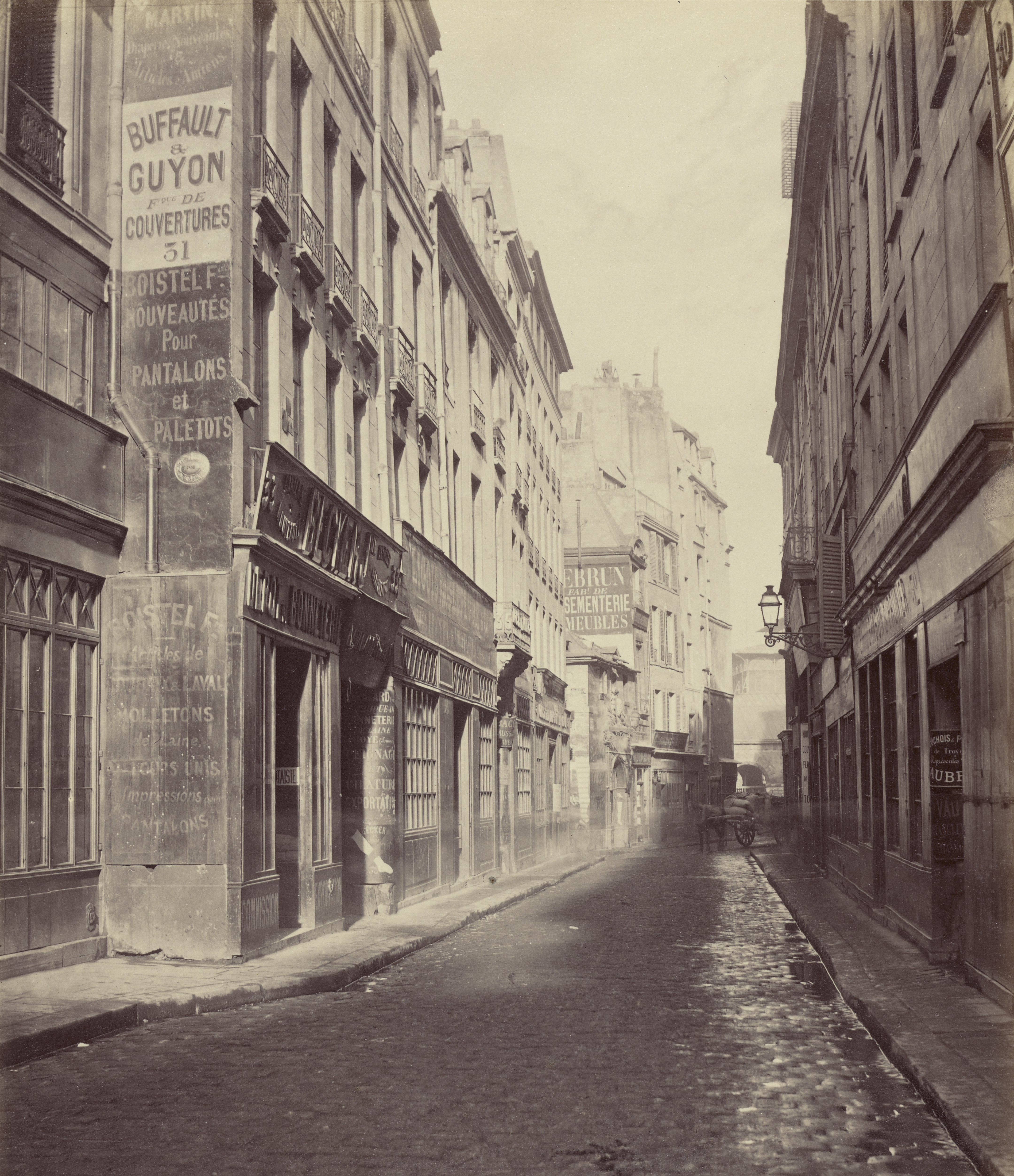
Charles Marville : Rue des Bourdonnais à hauteur du no 31 (premier plan, gauche) prise en direction de la rue Saint-Honoré en 1865.
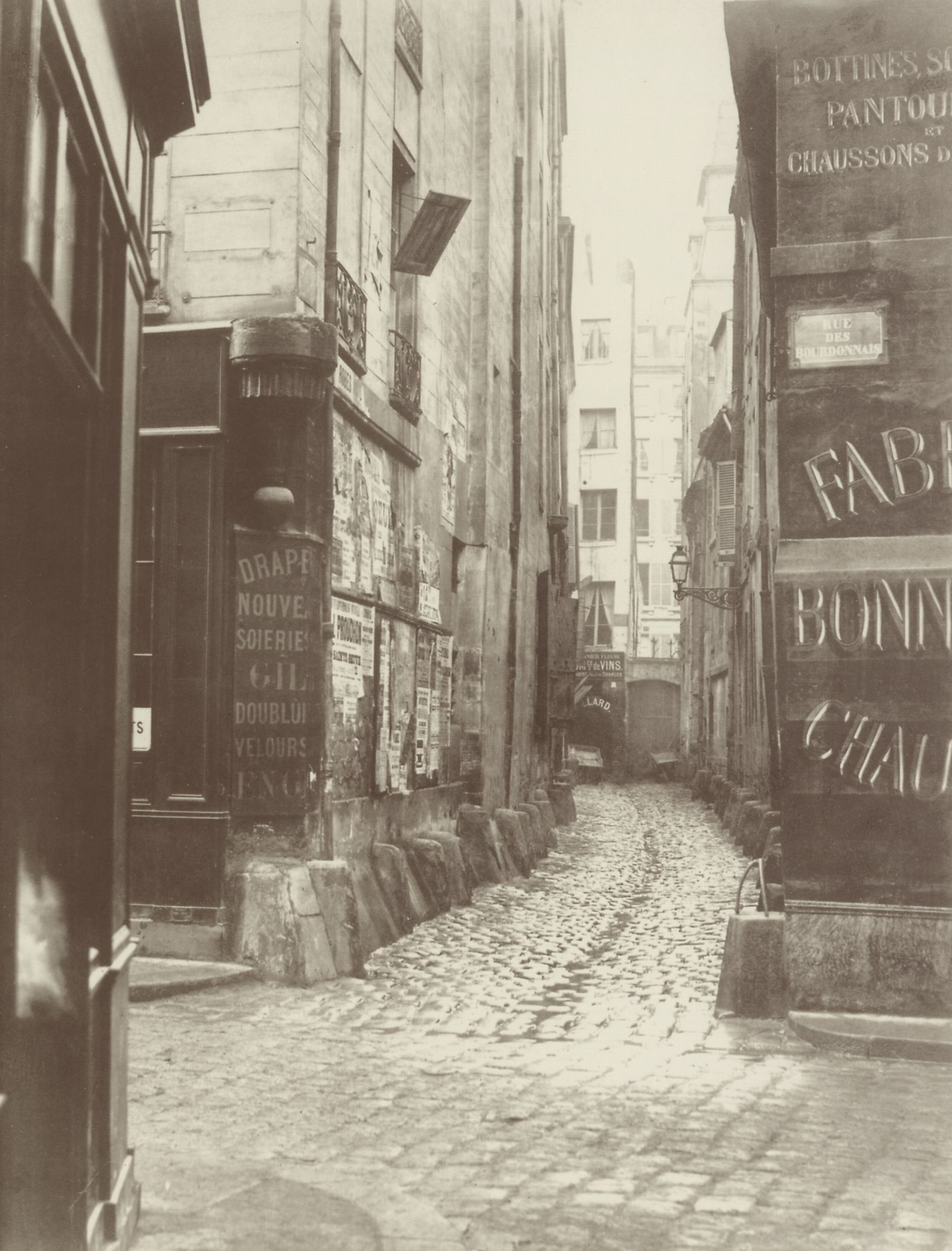
Charles Marville : Rue des Bourdonnais; l'impasse du même nom entre les nos 37 et 39, prise de la rue de la Limace, vers 1860.
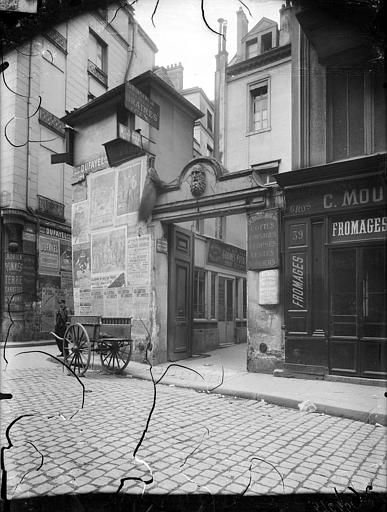
Eugène Atget : Hôtel particulier petit hôtel entre cour et jardin, 39 rue des Bourdonnais, et impasse des Bourdonnais, en 1908.

### Rue Lenoir-Saint-Honoré

#### Origine du nom
La rue emprunte son nom à Jean Charles Pierre Lenoir, un lieutenant de police de Paris.

#### Situation
En 1817, la rue Lenoir-Saint-Honoré commençait aux nos 14-16, rue Saint-Honoré et se terminait aux nos 11-13, rue de la Poterie et était située dans l'ancien 4e arrondissement de Paris, quartier des Marchés.
Les numéros de la rue étaient noirs. Le dernier numéro impair était le no 3 et le dernier numéro pair était le no 4.

#### Historique
La rue Lenoir-Saint-Honoré a été ouverte en 1787, dans le prolongement de la rue des Bourdonnais au nord de la rue Saint-Honoré. 
Elle succéde l'impasse au Lard entre les rues au Lard et de la Poterie, le « passage de l'Échaudé ». 
Elle a été intégrée à la rue des Bourdonnais en 1851 qui atteint alors les pavillons des Halles. 
La rue des Bourdonnais a par la suite été amputée de cette partie située au nord de la rue Saint-Honoré lors de la construction du Forum des Halles.

### Impasse au Lard

#### Origine du nom
Elle était la continuité de la rue au Lard.

#### Situation
En 1817, le cul-de-sac au Lard débutait entre les nos 1 et 3 rue Lenoir-Saint-Honoré et se terminait en impasse.

Les numéros étaient rouges. Le dernier numéro impair était le no 3 et le seul numéro pair était le no 2. Il était situé dans l'ancien 4e arrondissement, quartier des Marchés.

#### Historique
Dans cette impasse, qui faisait la continuation de la rue au Lard, était située l'ancienne boucherie de Beauvais qui contenait 28 étaux en 1702,.
Longue de 9 m, une décision ministérielle du 24 juin 1817 avait fixé 8 m la largeur de cette impasse, qui devait être supprimée en vertu des décrets des 10 mars 1852 et 21 juin 1854.

## Bâtiments remarquables et lieux de mémoire

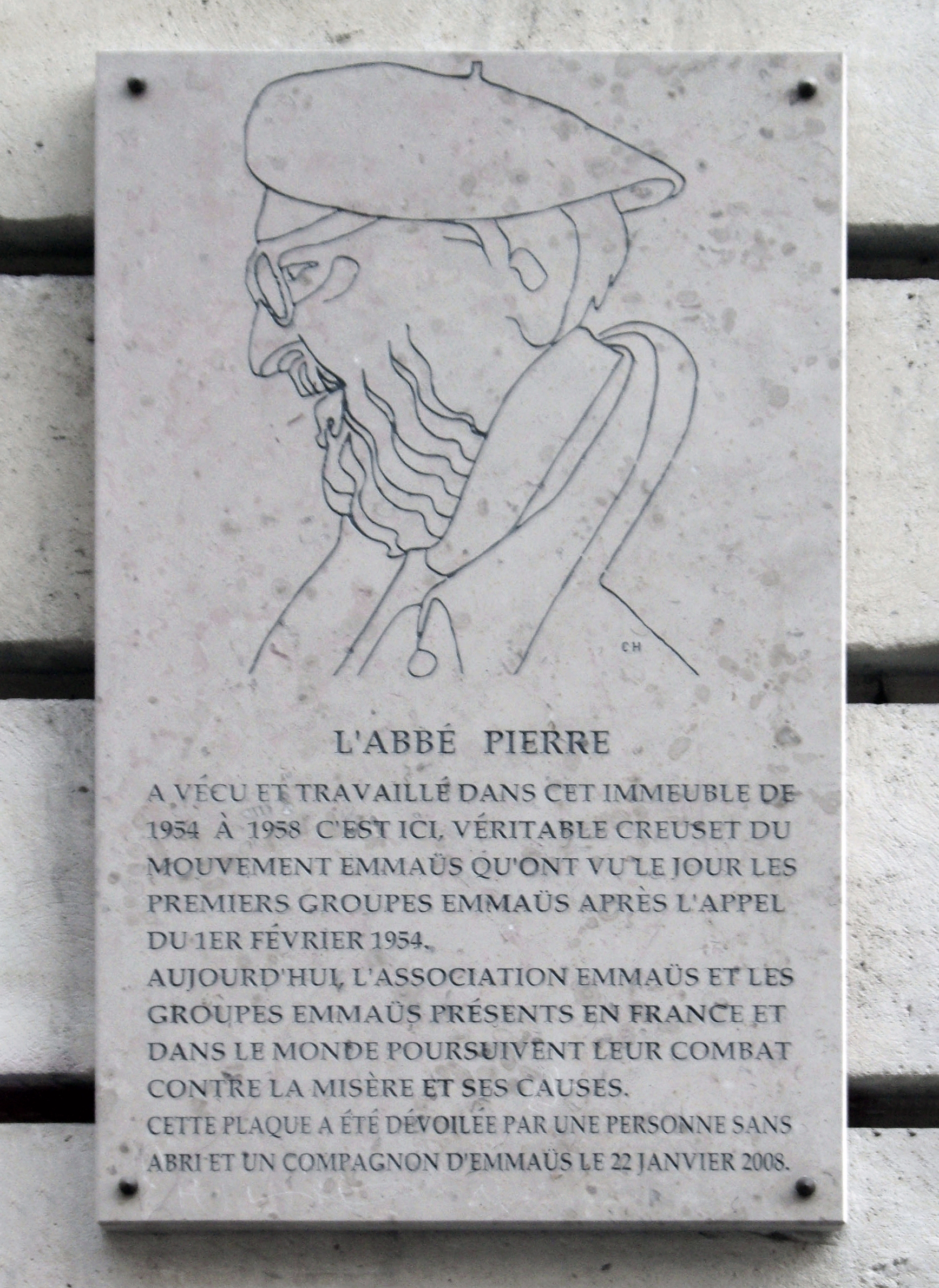
Plaque commémorative au siège de l'association Emmaüs, 32, rue des Bourdonnais à Paris.

- Louis II de La Trémoille, vainqueur à Fornoue et Agnadel demeurait rue des Bourdonnais.
- Au no 22 habitent Jenny Lamour (Suzy Delair) et Maurice Martineau (Bernard Blier) dans le film Quai des Orfèvres d'Henri-Georges Clouzot, en 1948.
- Au no 34 : hôtel de Villeroy.
- Au no 32 se trouve le siège de l'association Emmaüs, qui gère plus de 20 centres d'accueils à Paris et en banlieue parisienne, et emploie plus de 400 travailleurs sociaux. Le 22 janvier 2008, à l'occasion de la commémoration du premier anniversaire de la mort de l'abbé Pierre, une plaque commémorative est apposée à la façade de l'immeuble, siège de l'association Emmaüs et cœur historique du mouvement Emmaüs, par un SDF et un compagnon d'Emmaüs, en présence de Bertrand Delanoë, maire de Paris.

## Bâtiments disparus
- Aux nos 14 à 20 se trouvaient des maisons de style Louis XIV, Régence, et Louis XV détruites vers 1970[21].
- Au no 31 se trouvait l'hôtel Legendre de style gothique également nommé hôtel La Trémoille, bâti en 1512 pour Pierre Legendre trésorier de France, démoli en 1841[22],[15].

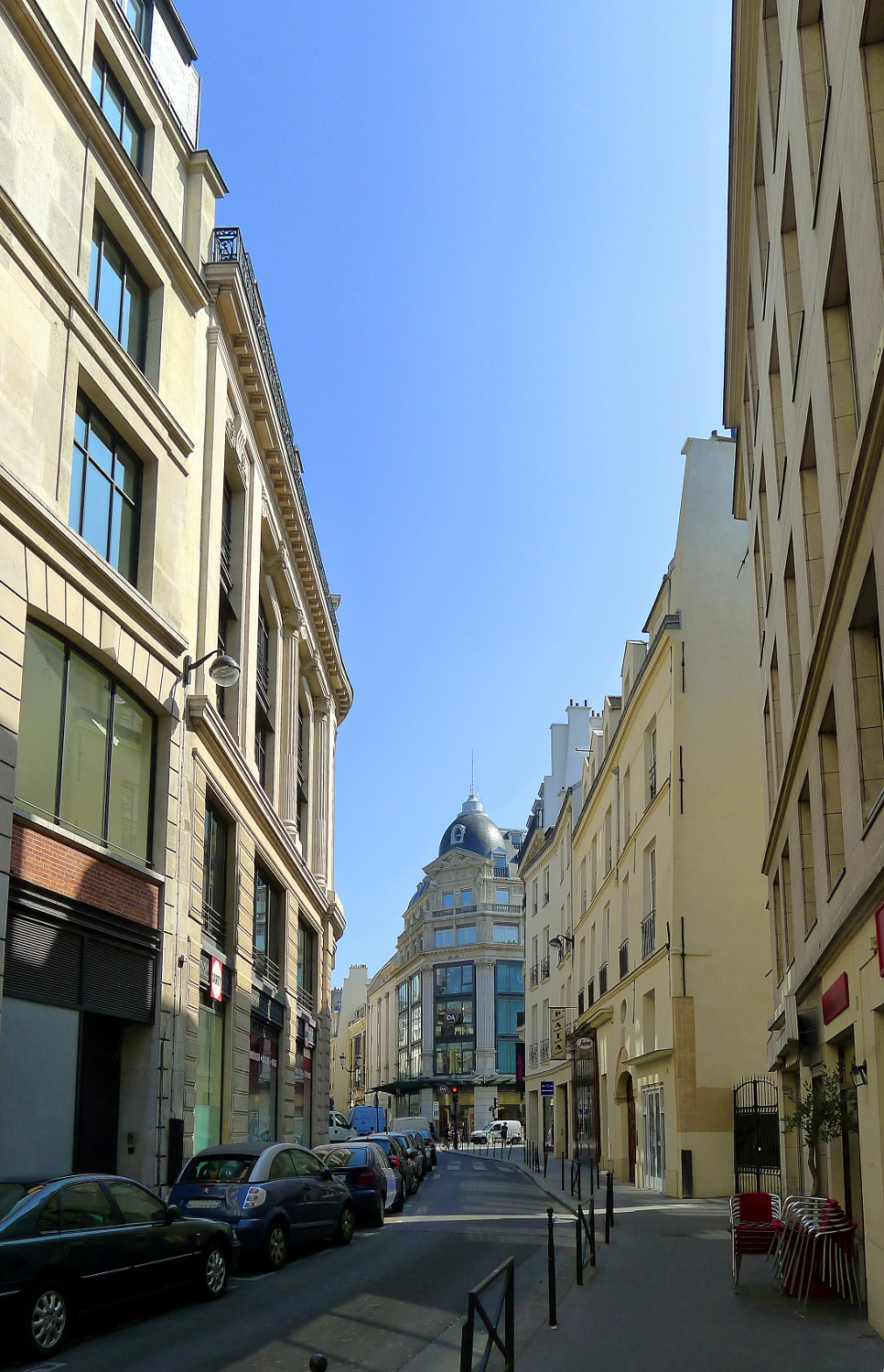
En direction de la rue de Rivoli.
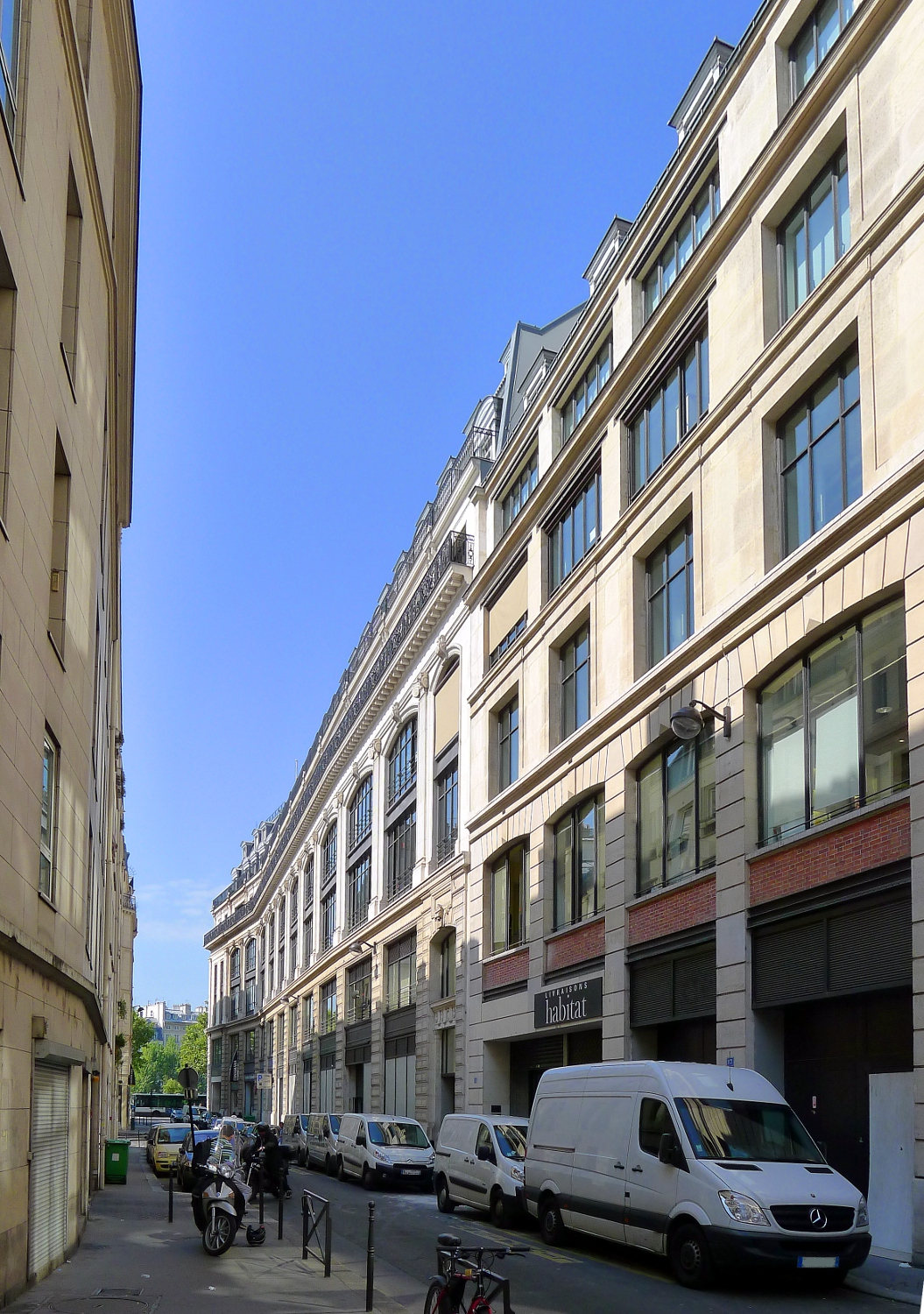
En direction du quai de la Mégisserie.

## Pour approfondir